# بنیاد نرم‌افزار آزاد
بنیاد نرم‌افزارهای آزاد (به انگلیسی: Free Software Foundation) یک سازمان ناسودبر است که در ماه اکتبر سال ۱۹۸۵ میلادی توسط ریچارد استالمن تأسیس شد تا از جنبش نرم‌افزار آزاد و به ویژه پروژهٔ گنو حمایت کند.
از زمان تأسیس این بنیاد تا اواسط دهه ۱۹۹۰ سرمایه‌های آن بیشتر از همه صرف استخدام برنامه‌نویسانی برای نوشتن نرم‌افزارهای آزاد شده بود.

## تاریخچه
بنیاد نرم‌افزار آزاد در سال ۱۹۸۵ به عنوان یک سازمان ناسودبر که از توسعهٔ نرم‌افزار آزاد حمایت می‌کند، تأسیس شد. این بنیاد پروژه‌های کنونی گنو از جمله فروش راهنماها و نوار مغناطیسی ذخیره داده را ادامه داد و برای سیستم نرم‌افزار آزاد برنامه‌نویس استخدام کرد و از آن موقع تاکنون به اندازهٔ ترویج نرم‌افزار آزاد، این فعالیت‌ها را ادامه داده‌است. همچنین بنیاد نرم‌افزار آزاد ناشر تعدادی از مجوزهای نرم‌افزار آزاد است و این امکان را دارد که در صورت نیاز در مورد آن‌ها تجدید نظر کند.
بنیاد نرم‌افزار آزاد صاحب کپی‌رایت قسمت‌های مختلفی از پروژه گنو مانند جی‌سی‌سی است. بنیاد به عنوان صاحب این کپی‌رایت‌ها وقتی نقض قوانین حق تکثیر روی این‌نرم‌افزارها اتفاق می‌افتد، این قدرت را دارد که نیازمندی‌های کپی‌لفت در پروانه عمومی همگانی گنو را اجرا کند.

## فعالیت‌های فعلی بنیاد نرم‌افزارهای آزاد

### پروژه گنو
پروژه گنو در سال ۱۹۸۴ با هدف ایجاد سیستم‌عاملی کامل و آزاد شبیه به یونیکس به‌وسیله ریچارد استالمن پایه‌گذاری شد. GNU مخفف «GNU's Not Unix» است. امروزه مهم‌ترین و رایج‌ترین سیستم‌عاملی که از نرم‌افزارهای پروژه گنو استفاده می‌کند، گنو/لینوکس است که از هسته مرکزی لینوکس استفاده می‌کند. سیستم‌عامل اصلی گنو، گنو هرد است که هنوز در حال توسعه تا رسیدن به سطح پایدار است و کاربر و کاربرد زیادی ندارد.

### پروانه‌های گنو
پروانه‌های GNU GPL پراستفاده‌ترین پروانه‌های نرم‌افزارهای آزاد هستند. نسخه فعلی شماره ۳ است که در سال ۲۰۰۷ منتشر و نسخه قبلی (۲) در سال ۱۹۹۱ منتشر شد. همچنین بنیاد پروانه‌های LGPL و GFDL را هم منتشر کرده‌است.